# Jan Wilton
Jan Wilton (30 aprile 1957) è un'ex tennista australiana.

## Carriera
Nei tornei del Grande Slam ha ottenuto il suo miglior risultato raggiungendo i quarti di finale nel singolare nel 1977 (gennaio), e di doppio agli Australian Open nel 1977  a gennaio e dicembre, entrambi in coppia con la connazionale Nerida Gregory.